# Узкоротые змеи
Узкоротые змеи (лат. Leptotyphlopidae) — семейство змей.

## Классификация
На конец 2011 года в семействе насчитывалось 144 видов, входящих в 12 родов:
| Латинское название | Русское название | Количество видов |
| ------------------ | ---------------- | ---------------- |
| Epacrophis         | -                | 3                |
| Epictia            | -                | 25               |
| Leptotyphlops      | узкоротые змеи   | 19               |
| Mitophis           | -                | 4                |
| Myriopholis        | -                | 24               |
| Namibiana          | -                | 5                |
| Rena               | -                | 10               |
| Rhinoleptus        | ринолептусы      | 2                |
| Siagonodon         | -                | 4                |
| Tetracheilostoma   | -                | 3                |
| Tricheilostoma     | -                | 4                |
| Trilepida          | -                | 11               |

## Симбиоз с совами
Известны случаи взаимовыгодных отношений этих змей с совами. Так, отмечено, что североамериканские совки (Megascops asio = Otus asio) приносят змей вида Rena  dulcis (=Leptotyphlops dulcis) в своё дупло живыми, тогда как остальную добычу они убивают. Часть змей совы позже съедают, но большая часть остаётся в живых. Уцелевшие змеи поселяются в гнезде и охотятся на развивающихся там вредных насекомых. В гнезде со змеями растут самые здоровые птенцы.